# 269589 Kryachko
269589 Kryachko è un asteroide della fascia principale. Scoperto nel 2009, presenta un'orbita caratterizzata da un semiasse maggiore pari a 3,0231072 UA e da un'eccentricità di 0,0278563, inclinata di 10,95794° rispetto all'eclittica.
L'asteroide è dedicato all'astronomo russo Timur Valer'evič Krjačko.